# Almost Ghosts
Almost Ghosts és una pel·lícula documental espanyola del 2019 sobre els pobles abandonats de la Ruta 66 estatunidenca. Estrenat en la secció oficial de la SEMINCI i guanyador del premi al Millor Documental al Festival Internacional de Cinema d'Arizona. Fou candidata als Premis Goya i nominada al millor muntatge en la 2a edició dels Premis de l'Audiovisual Valencià.

## Argument
Conta la història de l'auge i declivi de la carretera Ruta 66 dels Estats Units a través de tres personatges: Angel Delgadillo, fundador de la primera Associació Històrica de la Ruta 66, Harley Russell, autor del major espectacle red neck del traçat i Lowell Davis, fundador i creador del poble abandonat Red Oak II.

## Producció i finançament
Escrit i dirigit per Ana Ramón Rubio en 2018, és una producció independent produïda per Cristina Vivó i Casi Fantasmas, SC. Compta amb la fotografia del premi de l'Acadèmia Valenciana de l'Audiovisual Celia Riera i Carlos López i la banda sonora original de Don Joaquín i cançons de The Howlin' Brothers i Sarah Gee & Ramblin Matt.
Es va estrenar a l'estiu de 2019 en cinemes històrics de la Ruta 66, amb passades especials en cinemes com l'Odeon Theatre de Tucumcari (Nou Mèxic) o el Roxy Theatre de Hoolbrook (Arizona). Posteriorment, s'estrena a l'octubre de 2019 en sales de cinema d'Espanya.

## Premis i festivals
S'estrena en la secció competitiva Docs Espanya de la Setmana Internacional del Cinema de Valladolid de 2018 i posteriorment guanya el premi a Millor Documental al Festival Internacional de Cinema d'Arizona. Participa al Festival de Cinema i Televisió Regne de Lleó, en la mostra Directed by Women o el festival InDocumentari, i rep el premi a Millor pel·lícula al festival Biosegura.
Va ser nominat a millor pel·lícula independent als Blogos de Oro, a millor direcció i millor muntatge a l'Acadèmia Valenciana de l'Audiovisual i candidat als Premis Goya 2020 en 9 categories. Per aquesta pel·lícula, Ana Ramón Rubio rep el premi CIM a Millor Direcció al Festival de Cinema de Madrid - PNR.

## Recepció, taquilla i crítiques
La seva estrena a Espanya va rebre una taquilla limitada i va tenir estrena limitada en poques sales comercials.
A cinemes històrics de la Ruta 66 (els Estats Units) l'acolliment va ser ampli, amb centenars d'espectadors en les projeccions i esdeveniments especials als quals els assistents van acudir en cotxes d'època.
La crítica i recepció va ser àmpliament positiva. Días de Cine el va catalogar com “una suggeridora aproximació a la mítica Ruta 66 d'impecable factura fotogràfica i una suggestiva banda sonora”. La revista Makma com “una joia plena de quirats” i E-Cartelera com un “retrat honest i desmitificador”.